# Zheng Guogu
Zheng Guogu (* 1970 in Yangjiang) ist ein chinesischer Künstler.

## Leben
Zheng wurde 1970 als Sohn eines Instrumentenmachers und Musikers in Yangjiang geboren und studierte an der Hochschule der Künste in Guangzhou. Er arbeitet mit Fotografie, Installation, Malerei und Bildhauerei. Zu seinem bevorzugten Thema gehört das moderne China und seine Gesellschaft. Oftmals sind seine Werke mit kalligraphischen Zeichen gemischt. Fotografien ordnet er oft wie ein Storyboard an. Seine Werke finden sich in bedeutenden Sammlungen wie der Sammlung von Charles Saatchi. 2007 nahm er an der documenta 12 teil.
Zheng lebt und arbeitet in Yangjiang.

## Auszeichnungen
- 2006: Chinese Contemporary Art Award[3]

## Ausstellungen (Auswahl)

### Einzelausstellungen
- 2006: Zheng Guogu Exhibition, Shanghai, China
- 2005  Puzzle—It is from Yangjiang, Grace Alexander Contemporary Art Gallery, Switzerland
- 2004: Zheng Guogu-My Home Is Your Museum, Vitamin Creative Space, Guangzhou, China
- 2003 Photo works 1997–2000, ShanghART, Shanghai, China
- 2001 Zheng Guogu—The Compressing World Yangjiang Guangdong, China
- 2000: Zheng Guogu – More Dimensional in Shanghai, BizArt Space, Shanghai, China
- 1998: Sixteen of the Ten Thousand Customers and other Works Beijing Photo Gallery, Beijing, China

### Gruppenausstellungen
- 2016: Chinese Whispers, Kunstmuseum Bern
- 2011: Shanshui – Die Landschaft in der chinesischen Gegenwartskunst Kunstmuseum Luzern
- 2010: Morality ACT VIII / ACT IX Witte de With, Rotterdam
- 2010: Seconde main Musée d´Art Moderne de la Ville de Paris
- 2010: The State Of Things. Brussels/Beijing Palais des Beaux-Arts, Brüssel
- 2009: 10. Biennale de Lyon 2009 Biennale Lyon
- 2007: Brave New Worlds Walker Art Center, Minneapolis
- 2007: documenta 12, Kassel
- 2007: China welcomes you, Kunsthaus Graz